# Football Manager 2012
Football Manager 2012 (abreviat Football Manager 12 sau FM12) este un fotbal de management-joc video de simulare. Acesta a fost lansat pe Microsoft Windows și Mac OS X pe 21 octombrie 2011.

## Caracteristici Noi
Transferuri Si Contracte
Modificări semnificative la transferul și contract de sisteme.
Scouting îmbunătățiri
Un nou detaliate în raportul de joc a fost conceput.
Meci 3D Îmbunătățiri
Noi animații, mulțimea de sistem, mai multe stadioane.
Gestiona De Oriunde, Oricând
Abilitatea de a adăuga sau de a lua națiuni.
Ton
Noul sistem, care vă permite să specificați modul în care doriți să spună lucruri.
Interfata Inteligenta
Un nou aspect adaptive sistem, filtre noi si mai mult.
Noua echipa națională - Kiribati

## Demo
Un demo al jocului a fost lansat pe Steam în asociere cu Sky Sports HD pe 6 octombrie 2011. Acesta oferă o jumătate de sezon de joc, care poate fi continuat în plină versiunea achiziționat. Demo-ul este limitat la doar ligile din Anglia, Scoția, Franța, Spania, Olanda, Belgia, Italia, Norvegia, Danemarca, Suedia și Australia.

## Administrarea drepturilor digitale
Football Manager 2012 este primul din serie care va necesita utilizarea de software Steam; acest lucru a înfuriat fanii seriei. În mișcare înseamnă că utilizatorii trebuie să activați jocul on-line înainte de ei sunt capabili să joace. Sega a declarat că schimbarea a fost destinat pentru a reduce pirateria.

## Recepție
Football Manager 2012 a fost bine primit, cu recenzii în general pozitive. În special GameSpot a spus că "capacitatea de a închide ligi a fost un mare plus". Pe site-ul German 4players.de evaluat jocul cu 88% ca "sehr gut" ("foarte bine").